# Corambis jacknicholsoni
Corambis jacknicholsoni (лат.) — вид пауков-скакунов из подсемейства Salticinae. Назван в честь американского актёра Джека Николсона.

## Распространение
Океания: Новая Каледония.

## Описание
Мелкие пауки-скакуны оранжево-коричневого цвета, длина менее 1 см. Самцы: головогрудь в основном бежевая, бока коричневые; брюшко очень узкое и вытянутое, бежевое, бока коричневые; вентер с двумя тёмными линиями; клипеус коричневый; хелицеры, максиллы и лабиум оранжевые; стернум контрастирующий светлый; первая пара ног коричневая, другие ноги и педипальпы жёлтые. Самки: головогрудь желтовато-серая, бока темнее; вокруг глаз коричневые отметины, сзади чёрные; брюшко бежевое; клипеус оранжево-серый, хелицеры светлокоричневый; педипальпы светлосерые; максиллы и лабиум серые; стернум контрастирующий светлый; вентер бежевый; первая пара ног ораннжевая; другие ноги желтоватые.

## Классификация и этимология
Вид был впервые описан в 2019 году польскими арахнологами Барбарой Патолетой и Мареком Забкой (Siedlce University of Natural Sciences and Humanities, Седльце, Польша) вместе с видами Corambis pantherae и Corambis logunovi. Включён в состав трибы Viciriini из номинативного подсемейства Salticinae. Видовое название дано в честь американского актёра Джека Николсона.